# Francia indokínai piaszter
1890. és 1952. között a piaszter volt Francia Indokína hivatalos fizetőeszköze. Ezzel egyenértékű volt 100 cent, mely egyenként 5 sapeque értékű volt.

## Története
A piastre-t azért vezették be, hogy növeljék a gyarmatok monetáris stabilitását, s kezdetben a mexikói pesóval volt egyenértékű, amit gyakran használtak ebben a régióban. Kambodzsában a frankot, míg Laoszban a thai bahtot, Vietnámban pedig a vietnámi dongot váltotta fel. Elsősorban ezüstalapú volt, s 1 piastre értéke 24,4935 gramm ezüstével egyezett meg. Ezt 1895-ben 24,3 grammra csökkentették.
A piastre egészen 1920-ig ezüst alapú fizetőeszköz volt. Ekkor a francia frankot rögzítették, de az ezüst magas ára miatt gyakran változott a rögzítési arány. 1921-ben visszaállították az ezüstfedezetet, ami 1930-ig érvényben is maradt. Ekkor ismét a frankhoz rögzítették az árfolyamát, ekkor 1 piastre 10 frankot ért. A második világháború ideje alatti japán megszálláskor  0,976 piastre ért 1 japán jent. A háború vége után visszaállították azt a rendszert, melyben a pénz értékét a frankhoz kötötték.  Azonban hogy megakadályozzák a frank elértéktelenedését, a rögzítési árfolyamot megváltoztatták, s innentől 1 piastre 17 frankot ért.
1946-ban bevezették az észak-vietnámi đồngot, amit egy az egyben váltottak a piastre-rel. 1952/1953-ban bevezették a laoszi kipet, a kambodzsai rielt és a dél-vietnámi đồngot, kezdetben mindegyik egyenértékű volt a piastre-rel. Kezdetben a bankjegyeknek mind a helyi pénznemben, mind a gyarmati pénzrendszerben meghatározták az értékét, de az érméken már a kezdetektől csak a nemzeti egységeket tüntették fel. Ezek a fizetőeszközök kezdetben a régi piastre-rel együtt voltak forgalomban. 1953-ban visszaállították azt a régi rögzítést, melyben 1 piastre értéke 10 frank volt. Dél-Vietnámban és Kambodzsában 1955-ig, Laoszban 1957-ig voltak ezek a pénzek forgalomban.

## Érmék
Jd 1885-ben hoztak forgalomba. 1885-ben bronzból készült 1 és ezüstből készült 10, 20 és 50 centes valamint 1 piastre névértékű érme jött ki. Ezeket 1887-ben követte a lyukas, bronzból készült 1 sapeque. 1895-ben csökkentették az ezüstérmék súlyát, s így csökkent a pénzek ezüsttartalma is. 1896-tól az egycentes is lyukas pénz volt. 1923-ban lyukas, kupro-nikkelből vert 5 centes érmét hoztak forgalomba, amit 1935-ben a lyukas, bronz ½ cent követett.
1939-ben cink ½ centet valamint nikkelből és kupro-nikkelből készített 10 és 20 centes érmét vezettek be.  1942. és 1944. között az Etat Française (Francia Állam) nevében ¼, 1 és 5 cent névértékben bocsátottak ki érméket. Mindhárom lyukas volt, az ¼ cent cink, a többi alumínium volt. 1945-ben jelentek meg az alumínium 10 és 20 centesek. Ezek után jöttek a lyuk nélküli alumínium 5 centesek és a kupro-nikkel alapanyagú 1 piastre értékű érmék. A legutolsó sorozatot már az "Indokínai Szövetség" nevében adták ki.
A legelső laoszi kipek verési dátuma 1952, míg dél-vietnámi đồngot és kambodzsai rielt 1953 óta készítenek.

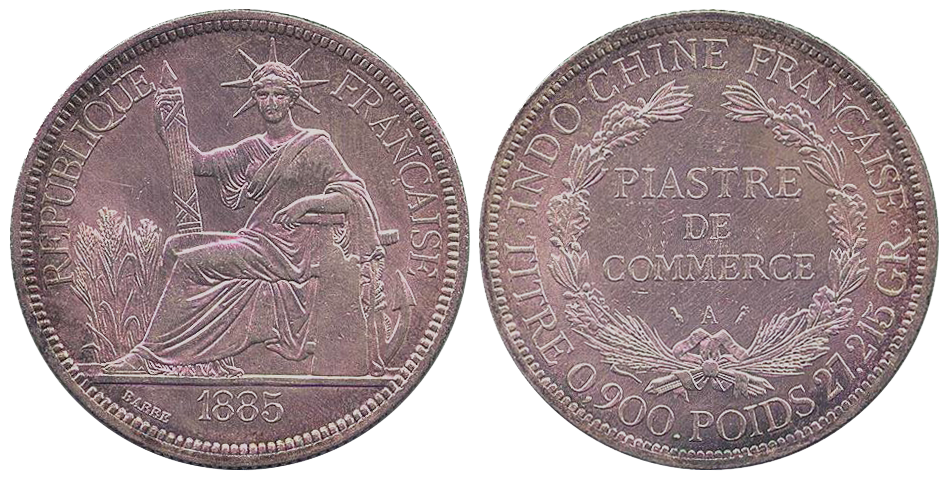
Francia indokínai 1 piaszteres érme 1885-ből, anyaga 0.900 ezrelékes ezüst, súlya: 27.215 gramm. A 10, 20, 50 centes ezüstérmék is hasonló dizájnnal készültek 1885 és 1936-1937 között.

## Papírpénzek
A francia indokínai piaszter papírpénzei
1876-ban az Banque de l’Indochine (Indokínai Bank) 1 piastre névértékű bankjegyeket bocsátott ki, amit a következő évben 5, 20 és 100 piastres címletű bankjegyek követtek. 1920. és 1922. között megjelentek a 10, 20 és 50 centes bankjegyek is. 1939-ben kibocsátották az 500 piaszter névértékű papírpénzt, ugyanebben az évben a francia gyarmati kormányzat, a Gouvernement Général de l'Indochine (Indokína Főkormányzósága) 10, 20 és 50 centes papírpénzeket nyomtattatott, 1942-től egy újabb, 5, 10, 20 és 50 centesekből álló sorozat került forgalomba. 1945-ben a Banque de l’Indochine 50, majd 1947-ben 10 piastre névértékű papírpénzt hozott forgalomba.
1953-ban az Institut d'Emission des Etats du Cambodge, du Laos et du Vietnam (Vietnámi, Kambodzsai és Laoszi Pénzkibocsátó Intézet) átvette a papírpénzek kibocsátásának a jogát Mindhárom állam nevében ég abban az évben megkezdődött a pénzkibocsátás. Először a közös 1 piastre hagyta el a nyomdát. Ezen felül 1952. és 1954. között olyan piastre-ben denominált bankjegyeket is forgalomba hoztak, melyeken a három új pénznem, a kambodzsai riel, a laoszi kip vagy a dél-vietnámi đồng is szerepelt. Kambodzsában 1, 5, 10, 100 és 200 piastres/riel értékű papírpénzeket nyomtattak. Laoszban 1, 5, 10 és 100 piastres/kippel tudtak fizetni. Dél-Vietnámban a pénzforgalom lebonyolításában az 1, 5, 10, 100 és 200 piastre/đồng névértékű bankjegyek vettek részt.

## A popkultúrában
A Savage Dog című filmben a küzdelmekre a fogadásokat piaszterben kötik, és többször mutatják is a bankjegykötegeket.

## Külső hivatkozások
- Vietnám és Francia Indokína bankjegyei és érméi.